# Mortain
Mortain är en kommun i departementet Manche i regionen Normandie i norra Frankrike. Kommunen ligger i kantonen Mortain som tillhör arrondissementet Avranches. År 2018 hade Mortain 1 531 invånare.

## Befolkningsutveckling
Antalet invånare i kommunen Mortain
| Referens: INSEE |